# Coëtivy
Coëtivy (ang. Coëtivy Island, fr. Île Coëtivy) – wyspa koralowa na Oceanie Indyjskim, należąca do Republiki Seszeli. Leży około 280 km na południe od głównej wyspy Mahé i zalicza się do grupy Wysp Zewnętrznych. Wraz z położoną 171 km dalej na północny zachód wyspą Platte włącza się ją do celów statystycznych do regionu Południowych Wysp Koralowych (Southern Coral Islands).  
Wyspa została nazwana imieniem kawalera de Coëtivy, który pierwszy zobaczył ją w 1771 roku. Do roku 1908 wyspa była częścią Mauritiusa.